# Liga Nacional de Fútbol de Papúa Nueva Guinea 2019
La Liga Nacional de Fútbol de Papúa Nueva Guinea 2019 fue la 13.ª edición de la Liga Nacional de Fútbol de Papúa Nueva Guinea. Fue la primera vez en su historia que la temporada cuente con 27 equipos en 4 grupos. La temporada comenzó el 25 de enero y culminó el 1 de junio.

## Equipos participantes

### Conferencia Norte
- Besta PNG United
- FC Morobe Wawens
- Lahi FC
- Laiwaden FC
- Markham FC
- Morobe United FC
- Toti City Dwellers FC
- Tusbab Stallions FC

### Conferencia Sur
- Central United FC
- Eastern Stars FC
- FC Bougainville
- Hekari United FC
- Port Moresby United FC
- PRK Gulf Komara FC
- Southern Strikers FC
- Star Mountain FC

### Conferencia Islas
- Chebu AROB FC
- Greengold Liners FC
- Radazz FC
- Talasea FC
- West Tribe FC

### Conferencia Tierras Altas
- Aporro Mai FC
- Blue Kumuls FC
- Enga Laima FC
- Kagua Erave FC
- Mt. Hagen FC
- Simbu FC

## Formato
Los 27 participantes son divididos en 4 grupos, 2 grupos con 8 equipos cada uno, 1 con 5 equipos y 1 con 6 equipos, de los cuales juegan a dos ruedas; al término de la ronda regular los 2 primeros de cada grupo pasarán a los cuartos de final, de ahí los ganadores avanzarán a las semifinales y luego los ganadores irán a la gran final donde se pelean por título y también se clasificarán a la Liga de Campeones de la OFC 2020.

## Ronda Regular
Actualizado el 9 de mayo de 2019.

### Conferencia Norte
| Pos. | Equipo                              | Pts. | PJ | PG | PE | PP | GF | GC | Dif. |
| ---- | ----------------------------------- | ---- | -- | -- | -- | -- | -- | -- | ---- |
| 1.º  | Toti City Dwellers FC (Q)           | 37   | 14 | 12 | 1  | 1  | 48 | 11 | 37   |
| 2.º  | Gigira Laitepo Morobe Kumuls FC (Q) | 29   | 13 | 9  | 2  | 2  | 36 | 13 | 23   |
| 3.º  | Besta PNG United                    | 28   | 14 | 9  | 1  | 4  | 31 | 24 | 7    |
| 4.º  | Lahi FC                             | 15   | 13 | 4  | 3  | 6  | 19 | 32 | −13  |
| 5.º  | Laiwaden FC                         | 14   | 13 | 4  | 2  | 7  | 18 | 28 | −10  |
| 6.º  | Markham FC                          | 11   | 13 | 3  | 2  | 8  | 15 | 29 | −14  |
| 7.º  | FC Morobe Wawens                    | 9    | 13 | 2  | 3  | 8  | 21 | 28 | −7   |
| 8.º  | Tusbab Stallions FC                 | 8    | 13 | 2  | 2  | 9  | 16 | 37 | −21  |

|  | Avanzan a Cuartos de Final. (Q) |

### Conferencia Sur
| Pos. | Equipo                 | Pts. | PJ | PG | PE | PP | GF | GC | Dif. |
| ---- | ---------------------- | ---- | -- | -- | -- | -- | -- | -- | ---- |
| 1.º  | Hekari United FC (Q)   | 42   | 14 | 14 | 0  | 0  | 45 | 12 | 33   |
| 2.º  | Eastern Stars FC (Q)   | 24   | 14 | 8  | 0  | 6  | 34 | 22 | 12   |
| 3.º  | Port Moresby United FC | 24   | 14 | 7  | 3  | 4  | 28 | 24 | 4    |
| 4.º  | FC Bougainville        | 22   | 14 | 7  | 1  | 6  | 19 | 13 | 6    |
| 5.º  | Central United FC      | 18   | 14 | 5  | 3  | 6  | 23 | 35 | −12  |
| 6.º  | PRK Gulf Komara FC     | 17   | 14 | 5  | 2  | 7  | 23 | 21 | 2    |
| 7.º  | Star Mountain FC       | 7    | 14 | 1  | 4  | 9  | 20 | 39 | −19  |
| 8.º  | Southern Strikers FC   | 6    | 14 | 1  | 3  | 10 | 17 | 43 | −26  |

|  | Avanzan a Cuartos de Final. (Q) |

### Conferencia Islas
| Pos. | Equipo              | Pts. | PJ | PG | PE | PP | GF | GC | Dif. |
| ---- | ------------------- | ---- | -- | -- | -- | -- | -- | -- | ---- |
| 1.º  | Chebu AROB FC (Q)   | 18   | 8  | 6  | 0  | 2  | 19 | 10 | 9    |
| 2.º  | West Tribe FC (Q)   | 16   | 8  | 5  | 1  | 2  | 22 | 10 | 12   |
| 3.º  | Radazz FC           | 14   | 8  | 4  | 2  | 2  | 17 | 17 | 0    |
| 4.º  | Greengold Liners FC | 4    | 8  | 0  | 4  | 4  | 12 | 18 | −6   |
| 5.º  | Talasea FC          | 3    | 8  | 0  | 3  | 5  | 11 | 26 | −15  |

|  | Avanzan a Cuartos de Final. (Q) |

### Conferencia Tierras Altas
| Pos. | Equipo             | Pts. | PJ | PG | PE | PP | GF | GC | Dif. |
| ---- | ------------------ | ---- | -- | -- | -- | -- | -- | -- | ---- |
| 1.º  | Kagua Erave FC (Q) | 24   | 10 | 8  | 0  | 2  | 32 | 9  | 23   |
| 2.º  | Blue Kumuls FC (Q) | 16   | 10 | 5  | 1  | 4  | 28 | 20 | 8    |
| 3.º  | Mount Hagen FC     | 16   | 10 | 5  | 1  | 4  | 15 | 16 | −1   |
| 4.º  | Aporro Mai FC      | 12   | 9  | 4  | 0  | 5  | 15 | 12 | 3    |
| 5.º  | Enga Laima FC      | 10   | 9  | 3  | 1  | 5  | 16 | 33 | −17  |
| 6.º  | Simbu FC           | 6    | 10 | 1  | 3  | 6  | 17 | 33 | −16  |

|  | Avanzan a Cuartos de Final. (Q) |

## Etapa Final

### Cuartos de final
| Local                 | Resultado | Visitante                       | Fecha      |
| --------------------- | --------- | ------------------------------- | ---------- |
| Kagua Erave FC        | 1 - 5     | Gigira Laitepo Morobe Kumuls FC | 11 de mayo |
| Hekari United FC      | 2 - 0     | West Tribe FC                   | 11 de mayo |
| Toti City Dwellers FC | 8 - 1     | Blue Kumuls FC                  | 12 de mayo |
| Chebu AROB FC         | 0 - 2     | Eastern Stars FC                | 16 de mayo |

### Semifinales
| Local                 | Global | Visita                          | Ida   | Vuelta |
| --------------------- | ------ | ------------------------------- | ----- | ------ |
| Toti City Dwellers FC | 6 - 2  | Gigira Laitepo Morobe Kumuls FC | 2 - 1 | 4 - 1  |
| Hekari United FC      | 4 - 1  | Eastern Stars FC                | 2 - 0 | 2 - 1  |

### Tercer Lugar
| Local            | Resultado | Visita                          | Fecha      |
| ---------------- | --------- | ------------------------------- | ---------- |
| Eastern Stars FC | 2 - 3     | Gigira Laitepo Morobe Kumuls FC | 1 de junio |

### Final
| Local            | Resultado   | Visita                | Fecha      |
| ---------------- | ----------- | --------------------- | ---------- |
| Hekari United FC | 0 - 0 (4:5) | Toti City Dwellers FC | 1 de junio |